# Club El Nacional (Bahía Blanca)
El Club El Nacional es un club polideportivo de la ciudad de Bahía Blanca, Argentina fundado en septiembre de 1919. Su actividad más destacada es el básquet ya que participó en la Liga Nacional de Básquet, máxima división nacional, y en el Torneo Nacional de Ascenso, segunda división nacional cuando participó con patrocinio de la localidad de Monte Hermoso.
En 2011 se disolvió el acuerdo entre Monte Hermoso y El Nacional, quedando la totalidad de la plaza en manos del municipio, que creó Monte Hermoso Básquet.

## Historia
El 11 de septiembre de 1919 nace con el nombre de Nacional el club que años más tarde pasaría a llamarse Club América para ya el 26 de marzo de 1954 denominarse definitivamente como Club El Nacional

### Comienzos nacionales
En el 2003 el club decide comprar una plaza en el Torneo Nacional de Ascenso venidero.
Para esa temporada, el club se refuerza con la contratación de Federico Sureda, Enrique Martina, quienes se suman al plantel conformado por Lucas y Mauro Bianco, Federico Sureda, Diego Casemayor, Fernando Álvarez, y Pedro Franco, y con Juan García como entrenador.
En la primera fase del torneo, el club estuvo ubicado en la Zona Sur junto con Quilmes AC, River Plate, Ciclista Juninense, Independiente de General Pico, Conarpesa - Deportivo Madryn, el histórico de la liga Olimpia de Venado Tuerto y el "clásico bahiense", Estudiantes, con quien compartió el Estadio Osvaldo Casanova.
Tras una gran primera rueda, el celeste logra clasificarse al TNA 1, grupo conformado por los mejores equipos de la fase previa. En esta segunda etapa, el club no logra finalizar dentro de los primeros cuatro equipos, lo cual no le permite clasificar a cuartos directo y debe jugar la reclasificación.
Sin embargo, superó a Echagüe de Paraná en tres juegos, más tarde a Tucumán Basketball y en la final por el ascenso se enfrentó a River Plate, quien lo derrotó en tres juegos.
Para las siguientes dos temporadas el club finaliza quinto y séptimo respectivamente, manteniendo una regularidad y logrando afianzarse en la categoría.

### El Nacional Monte Hermoso y ascenso a la LNB
Para la temporada 2006/07 y ante las elevadas sumas que se necesitaban para sustentar la participación nacional, el club decide vender la plaza. Ante este panorama, el municipio de Monte Hermoso decide brindar apoyo económico, con lo que el equipo pasa a llamarse El Nacional Monte Hermoso a cambio de mudar la localía al Polideportivo Municipal de la ciudad balnearia.
En una gran temporada, el club logra el ascenso y el título de campeón, primero derrotando a Olimpia de Venado Tuerto, un histórico del básquet nacional, y luego doblegando a Independiente de Neuquén.

### Liga Nacional de Básquet
En la máxima división debuta en la zona sur, y en la primera ronda finaliza cuarto, con siete victorias y siete derrotas, una marca bastante buena que le hubiese permitido participar en su primera temporada del Torneo Súper 8, sin embargo, la organización decidió invitar a Peñarol para el certamen.
En la segunda fase logró una mejor actuación, y finalizó quinto, con lo cual clasificó a la reclasificación con ventaja de localía. En la serie logró imponerse a Ben Hur de Rafaela por 3 a 1, con lo cual avanzó a cuartos, con la ventaja de enfrentarse al cuarto de la fase regular, a priori, un rival más accesible o una serie más peleada, sin embargo, el celeste cayó frente al "milrayitas marplatense", quien venía de ser campeón de América, en tres encuentros.
Para la siguiente temporada, el club mejoró bastante su prefomance, clasificando al Súper 8 de Buenos Aires tras finalizar tercero. En ese certamen fue eliminado en primera ronda por Obras Sanitarias, el elenco local.
La segunda ronda no fue como se esperaba y finalizó decimocuarto, debiendo jugar un partido para revalidar la permanencia. El rival fue Lanús, quien en cuatro juegos logró la permanencia y con ello el elenco bahiense descendió.

### Disolución de la fusión
Tras una campaña regular en el TNA 09/10 y un subcampeonato y ascenso en la siguiente, Monte Hermoso le compra la totalidad de la plaza al club, con lo cual, a mediados del 2011 finaliza una relación de cuatro años y la época dorada de El Nacional.

## Instalaciones

### Sede social
Ubicada en el centro de la ciudad de Bahía Blanca, en la calle Chiclana al 673, el club posee un edificio de con 2600 metros cuadrados donde funcionan todas las oficinas del mismo.

### Parque Social
En 1968 es adquirido un predio entre las calles 14 de Julio y Parera de la ciudad de 11 hectáreas donde actualmente están ubicadas las canchas de actividades al aire libre. En este predio esta la cancha de hockey sobre césped, ocho canchas de tenis de polvo de ladrillo.
Las canchas de rugby, sóftbol y un campo de fútbol 5 también se encuentran en el predio.
Además está ubicado aquí su estadio principal de básquet, el Gimnasio Ciccioli, de 900 metros cuadrados cubiertos.

## Palmarés
- Campeón TNA: 2006/07